# 烏德勒支網絡
烏德勒支網絡是一個歐洲大學間組織，創立於1987年。該組織主要以暑期班、師生交流和聯合學位等形式來促進歐洲大學間的交流。

## 烏德勒支網絡成员
| 奥地利 - 卡尔·弗朗岑斯格拉茨大学 比利时 - 安特卫普大学 捷克 - 马萨里克大学 丹麦 - 奥胡斯大学 爱沙尼亚 - 塔尔图大学 芬兰 - 赫尔辛基大学 法國 - 里尔大学 - 斯特拉斯堡大学 德国 - 波鸿鲁尔大学 - 莱比锡大学 希腊 - 塞萨洛尼基亚里士多德大学 匈牙利 - 罗兰大学 爱尔兰 - 科克大学 義大利 - 博洛尼亚大学 拉脫維亞 - 拉脱维亚大学 |  | 立陶宛 - 维尔纽斯大学 馬爾他 - 马耳他大学 荷蘭 - 乌特勒支艺术学院 - 乌特勒支大学 挪威 - 卑尔根大学 波蘭 - 亚捷隆大学 葡萄牙 - 科英布拉大学 羅馬尼亞 - 亚历山德鲁伊万库扎大学 斯洛伐克 - 布拉迪斯拉发夸美纽斯大学 斯洛維尼亞 - 卢布尔雅那大学 西班牙 - 马德里康普顿斯大学 瑞士 - 巴塞尔大学 英国 - 贝尔法斯特女王大学 - 赫尔大学 土耳其 - 海峡大学 |

## 外部連結
- Official website （页面存档备份，存于）